# Всемирный день экологического долга
Всемирный день экологического долга (англ. Earth Overshoot Day) — день, в который количество использованных человеком возобновляемых ресурсов за год начинает превышать тот объём, который Земля способна воспроизвести. Эксперты сравнивают экологический след человека (потребление людьми возобновляемых ресурсов) с биоёмкостью (способностью планеты восстанавливаться и поглощать отходы, в том числе СО2).
Расчёт дня ведёт Global Footprint Network по формуле: (мировая биоёмкость) / (мировой экологический след) х 365. После рассчитанной даты остаток года мир продолжает жить, потребляя ресурсы планеты «в кредит» — продолжая уменьшать запасы, накопленные природой за всю предыдущую историю, и накапливая в атмосфере углекислый газ.
Впервые экологический долг был зафиксирован 29 декабря 1970 года, дефицит ресурсов тогда составлял всего два дня. С каждым годом этот день наступает все раньше: в 1995 году эта черта была пройдена в начале октября, в 2013 году — 3 августа, в 2018 году — 1 августа. В 2018 году день, когда планета Земля могла бы выставить счет своим жителям, приходится уже на 1 августа то есть дефицит ресурсов составил 153 дня.
В 2019 году Всемирный день экологического долга пришёлся на 29 июля, то есть существующий уровень потребления требует 1,75 таких планет, как Земля. При этом россияне израсходовали свои годовые ресурсы уже 26 апреля.
А в 2020 году Всемирный день экологического долга пришёлся на 22 августа, на 3 недели позже из-за пандемии COVID-19. Однако в 2021 году этот день наступил уже 29 июля. А в 2022 году ещё хуже — 28 июля.
День экологического долга можно рассчитать также в количестве планет Земля, требующихся для конкретных стран (как если бы все страны жили так же). Так, для США требуется 5 планет Земля, для России — 3,3, для Германии — 3.
По данным GFN, ежегодно человечество расходует столько возобновляемых ресурсов, сколько смогли бы обеспечить только 1,6 такой планеты, как Земля. Если экологический след останется на прежнем уровне, то к 2030 году человечеству понадобятся уже две Земли, а День экологического долга придётся на конец июня.

## Критика
Экомодернистский оклендский исследовательский центр в области окружающей среды считает идею Дня экологического долга и того, сколько земель мы потребляем, лишь «хорошим рекламным ходом». Согласно данным ООН, леса и рыбные ресурсы в целом восстанавливаются быстрее, чем истощаются (при этом следует признать, что «избыток может быть скорее отражением плохих данных ООН по рыболовству, чем здорового рыболовства»), в то время как использование пахотных земель и пастбищ равно тому, что доступно. Следовательно, День экологического долга плохо измеряет неэффективное управление водными и земельными ресурсами (например, эрозию почвы) и только подчеркивает избыток углекислого газа, выделяемого человечеством, сверх того, что может поглотить экосистема. Другими словами, дополнительное эквивалентное количество Земель, которое требуется человечеству, эквивалентно площади суши, которая, если она будет заполнена поглотителями углерода, такими как леса, уравновесит выбросы углекислого газа.